# Rabboxtjärnarna (Aspås socken, Jämtland, 705023-143627)
Rabboxtjärnarna är en sjö i Krokoms kommun i Jämtland och ingår i Indalsälvens huvudavrinningsområde.